# Christophe Antoine Gerle
Antoine Christophe Gerle, známý jako Dom Gerle (25. října 1736, Riom – 17. listopadu 1801, Paříž) byl francouzský kartuzián, který byl členem Ústavodárného shromáždění během francouzské revoluce, a zběhlý kněz.

## Životopis
V období ancien régime vstoupil Christophe Antoine Gerle do kartuziánského řádu. Řeholní sliby složil v kartouze Port-Sainte-Marie. V roce 1767 byl jmenován vikářem, poté v roce 1768 převorem kartouzy ve Vauclaire a v roce 1780 v Moulins. V roce 1781 se stal spolurevizorem kartuziánské provincie v Akvitánii, v roce 1785 revizorem, ve stejném roce převorem ve Val-Dieu a v roce 1788 v Port-Sainte-Marie.
Duchovenstvo senešalství v Riomu ho zvolilo 21. března 1789 zástupcem do generálních stavů. Je zachycen na Davidově obraze Přísaha v míčovně, ačkoli během samotné Přísahy nebyl přítomen. Jako poslanec shromáždění vstoupil do klubu jakobínů.
Jako člen Církevního výboru navrhl 12. dubna 1790 Ústavodárnému shromáždění text, který uznával, že katolicismus zůstává státním náboženstvím, ale poté jej stáhl. Následujícího dne se textu ujala pravice a opět ho předložila. Shromáždění se však usneslo, že nemá pravomoc projednávat otázky svědomí a náboženského vyznání. Ve stejném duchu odmítlo i návrh požadující duchovní nezávislost podle ustanovení článku 10 Deklarace práv člověka a občana. Gerle také navrhoval sekularizaci kněží, kteří by opustili kněžství.
V roce 1791 byl zvolen biskupem v Meaux, ale funkci odmítl. V listopadu 1793 se zřekl i kněžství. Zkompromitoval se však v několika aférách mysticismu v salonech vévodkyně Bourbonské a Bathildy Orleánské. Měl zvláště blízko k Suzette Labrousseové a zejména v letech 1793–1794 ke Catherine Théot.
V červnu 1790 Gerle přednesl v klubu jakobínů proroctví Suzette Labrousseové a chtěl, aby bylo oznámeno Národnímu shromáždění, ale on i jeho chráněnka ze sebe v očích girondistů udělali blázny. Gerle sdělil, že v roce 1769 prorokovala, že bude součástí Národního shromáždění, a že civilní ústava duchovenstva je součástí Božího plánu.
Gerle byl zván do esoterického salonu vévodkyně Bourbonské. Naslouchal vizím služebné Catherine Théotové, která se prohlašovala prorokyní, a označovala sama sebe za "matku Boží" (Svatou Pannu) a "novou Evu".
Jeho protivníci, kteří chtěli prezentovat jakobíny jako nekřesťanské deisty, mu po dlouhou dobu vytýkali tato spojení s prorokyněmi. Alexis Vadier chtěl nepřímo obvinit Robespierra, který mu vystavil osvědčení o dobrém občanství, a obvinil ho z podněcování kultu s Catherine Théotovou jako zdroj intrik a kontrarevolučních spiknutí. Nechal ho 17. května 1794 zatknout i s jeho "komplici", ale byl zachráněn Robespierrem. Po pádu Robespierra byl zapomenut a díky zákonu o amnestii thermidorského Konventu byl osvobozen 25. října 1795.
Catherine Théotová zemřela ve vězení, ale Gerle se po omilostnění stal jedním z redaktorů Isidora Langloise v Messager du soir. V roce 1796 oslovil politika Jeana Françoise Reubella a požádal ho o místo ve správě financí. V roce 1798 nastoupil do kanceláře Ministerstva vnitra. Dne 22. prosince 1799 přešel na ministerstvo policie.
Poté, co se vzdal celibátu, se oženil pod jménem „M. de Chaligny“ se svou konkubínou Christine Raffetovou, sestrou Nicolase Raffeta, konkurenta Françoise Hanriota ve velení pařížské národní gardy v létě 1793. Zemřel v Paříži dne 17. listopadu 1801.